# 2009-es magyarországi vasútbezárások

A 2009-es magyarországi vonalbezárások térképe

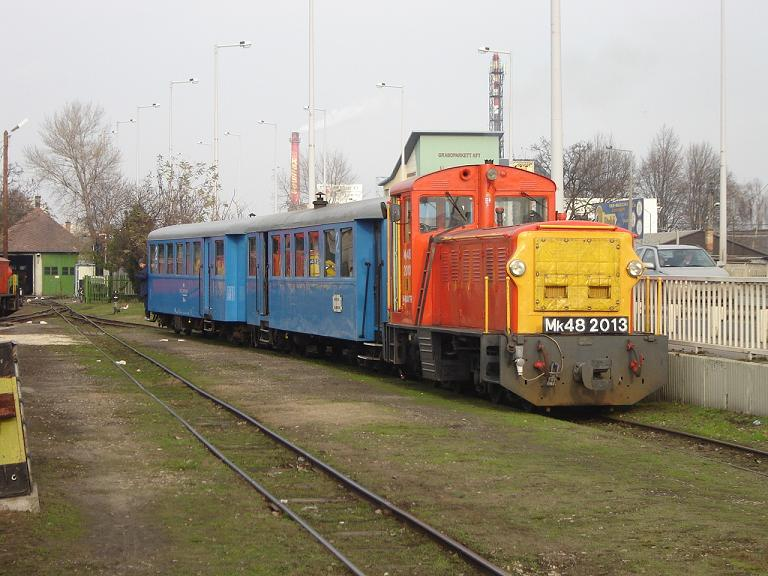
A Kecskeméti Kisvasút személyszállító vonata az egyik utolsó üzemnapon.

2009. december 13-i menetrendváltással a MÁV megszüntette a személyszállítást 24 vasútvonalon és vonalszakaszon, mintegy 800 kilométeren. Az érintett vonalakon az utolsó személyvonatok 2009. december 12-én közlekedtek.
A vasútvonalak megszüntetésével még a kommunikáció szintjén is mindössze évi 7 milliárd forint megtakarítást remélt a Bajnai-kormány. Az eredeti megszüntetési tervben szereplő összesen ezer kilométer hosszú pályaszakaszon Hónig Péter közlekedési miniszter szerint naponta mindössze 6400 ember utazott.
A személyforgalom leállítása után egyes vonalakon a teherforgalom megmarad.

## Bezárt vonalak
- 22: Körmend – Zalalövő
- 37: Balatonmáriafürdői elágazás – Somogyszob
- 42: Mezőfalva elágazás – Paks
- 64: Pécs – Pécsvárad
- 87: Szilvásvárad – Putnok
- 107: Sáránd – Létavértes
- 117: Ohat-Pusztakócs – Tiszalök
- 118:  Nyíregyháza átrakó – Balsa-Tiszapart
- 119: Herminatanya – Dombrád
- 126: Kisszénás – Kondoros
- 127: Körösnagyharsány – Vésztő
- 130: Hódmezővásárhely – Makói elágazás
- 148: Kecskemét KK – Kiskőrös KK
- 149: Törökfái – Kiskunmajsa KK

Később újraindított vonalak:
- 4: Almásfüzitő – Esztergom-kertváros
- 5: Székesfehérvár –  Komárom
- 45: Börgönd – Sárbogárd
- 47: Godisa – Komló (2023. augusztus 1-től ismét nincs személyszállítás)
- 77: Galgamácsa – Vácrátót
- 98: Abaújszántó – Hidasnémeti (2023. augusztus 1-től ismét nincs személyszállítás)
- 103: Karcag – Tiszafüred (2023. augusztus 1-től ismét nincs személyszállítás)
- 113: Fehérgyarmat – Zajta
- 114: Mátészalka – Csenger (2023. augusztus 1-től ismét nincs személyszállítás)
- 142: Lajosmizse – Kecskemét

## Megmenekült vonalak
Néhány vonal politikai és társadalmi nyomásra megmenekült a bezárástól:
- 1: Hegyeshalom – Rajka országhatár, a vonalon csak napi négy járatpár közlekedik.
- 11: Zirc – Veszprém között csak hétvégenként járt
- 35: Karád – Siófok
- 39B: Központi főmajor – Somogyszentpál
- 113: Nyíregyháza – Nyírbátor
- 116: Nyíregyháza – Vásárosnamény

## Utóélete
A kormányváltás után, 2010 júniusában bejelentették, hogy a Nemzeti Fejlesztési Minisztérium 2010. július 4-én öt vasúti mellékvonalon, mintegy 210 kilométeren újraindítja a személyforgalmat. Ezek:
- 5. sz. Székesfehérvár – Komárom
- 11. sz. Zirc – Veszprém (hétköznapi forgalom helyreállítása)
- A 2007-ben bezárt 14. sz. Pápa – Csorna
- 103. sz. Karcag – Tiszafüred
- 142. sz. Lajosmizse – Kecskemét

Az állam a 2010-es decemberi menetrendváltással újból személyszállítást rendelt meg hat 2009-ben bezárt vasútvonalra. Ezek:
- 4. sz. Esztergom–Almásfüzitő
- 45. sz. Sárbogárd–Székesfehérvár
- 47. sz. Dombóvár–Komló
- 98. sz. Abaújszántó – Hidasnémeti
- 113. sz. Fehérgyarmat – Zajta
- 114. sz. Csenger – Kocsord alsó

Tervben volt a 87b. sz. Szilvásvárad – Putnok vonal újranyitása is, azonban a vonal helyreállítása közben újabb földcsuszamlás történt, aminek a helyrehozatala túl költséges lett volna, ezért letettek róla.
A két újraindítási hullámmal összesen 375 kilométeren, a 2009-es bezárások által érintett vonalhossz nagyjából felén indulhatott újra a vasúti személyforgalom. A térségi vasútvonalak bezárásán alapuló takarékossági program nem hozta meg a várt eredményt, a vasút pénzügyi egyensúlya nem javult.
2012 áprilisában a minisztérium a vasúti járatok mintegy 10%-ának leállítását rendelte el. Ez szinte összes újranyitott vonalon drasztikus teljesítménycsökkentést jelentett, a Zirc-Veszprém és Fehérgyarmat-Zajta szakaszok kivételével az újranyitott vonalakon csak napi 2 pár vonat közlekedik. A járatritkítás több, korábban nem bezárt vonalat is érintett, változó mértékben.[forrás?]
2022 decemberében újraindult a 77. számú (Aszód - Vácrátót) vonalon is a személyforgalom.